# Fayga Ostrower
Fayga Perla Ostrower (14 tháng 9 năm 1920, Łódź, - 13 tháng 9 năm 2001, Rio de Janeiro) là một nhà điêu khắc, họa sĩ, nhà thiết kế, người vẽ tranh minh hoạ, nhà lý luận nghệ thuật và giáo viên đại học.

## Tiểu sử
Fayga Ostrower được sinh ra với tên đầy đủ là Fayga Perla Krakowski. Cô đến từ một gia đình Do Thái tại Łódź. Năm 1921 gia đình cô chuyển đến Elberfeld và Barmen ở Đức, nơi Ostrower tham gia học tập tại các trường tiểu học và trung học. Vào đầu những năm 1930, sau những khó khăn với chính quyền Đức, gia đình cô đã tìm nơi ẩn náu ở Bỉ, và di cư sang Brazil vào năm 1934, nơi họ đã cư trú tại Nilopolis. Ostrower bắt đầu làm việc như một thư ký trong khi học nghệ thuật tại Hiệp hội Mỹ thuật, và năm 1946 cô đã tham dự các lớp thiết kế tại tổ chức Getúlio Vargas của Nghệ thuật Mỹ thuật và Đồ họa Brazil, nơi cô nghiên cứu điêu khắc kim loại và gỗ. Năm 1955, cô đã dành một năm ở New York thông qua học bổng Fulbright, điêu khắc dưới sự giám hộ của Stanley Hayter.
Ostrower đã triển lãm và giành giải thưởng trong cuộc thi nghệ thuật quốc tế Biennials được tổ chức tại São Paulo (1951-1967), Venice (1958 và 1962) và Mexico (1960).
Năm 1941, Ostrower kết hôn với nhà hoạt động chủ nghĩa Mác Heinz Ostrower. Họ có một con trai Carl Robert (sinh năm 1949) và con gái Anna Leonor (sinh năm 1952).
Năm 2002, Học viện Fayga Ostrower được thành lập tại Rio de Janeiro để tưởng nhớ Ostrower, để bảo tồn những công trình nghiên cứu và tài liệu của cô.

## Giảng dạy
Giữa năm 1954 và 1970, Ostrower đã giảng dạy trong lĩnh vực sáng tác và phân tích phê bình tại Bảo tàng nghệ thuật hiện đại, Rio de Janeiro. Trong những năm 1960, cô dạy tại Trường Nghệ thuật Slade, London, và năm 1964 tại trường Cao đẳng Spelman, Atlanta.